# Paralcyonium
Paralcyonium is een geslacht van neteldieren uit de klasse van de Anthozoa (bloemdieren).

## Soort
- Paralcyonium spinulosum Delle Chiaje, 1822